# Höverbäckstjärnarna (Junsele socken, Ångermanland, 708025-154413)
Höverbäckstjärnarna är en sjö i Sollefteå kommun i Ångermanland och ingår i Ångermanälvens huvudavrinningsområde.